# Phenacovolva schmidi
Phenacovolva schmidi is een slakkensoort uit de familie van de Ovulidae. De wetenschappelijke naam van de soort is voor het eerst geldig gepubliceerd in 1993 door Fehse & Wiese.